# Cantone di Taravo-Ornano
Il Cantone di Taravo-Ornano è una divisione amministrativa del dipartimento della Corsica del Sud, compreso quasi interamente nell'Arrondissement di Ajaccio ad eccezione dei comuni di Argiusta-Moriccio, Casalabriva, Moca-Croce, Olivese, Petreto-Bicchisano e Sollacaro appartenenti all'Arrondissement di Sartena.
È stato creato a seguito della riforma approvata con decreto del 24 febbraio 2014, che ha avuto attuazione dopo le elezioni dipartimentali del 2015, e comprende 34 comuni:
- Albitreccia
- Argiusta-Moriccio
- Azilone-Ampaza
- Campo
- Cardo-Torgia
- Casalabriva
- Cauro
- Ciamannacce
- Cognocoli-Monticchi
- Corrano
- Coti-Chiavari
- Cozzano
- Eccica-Suarella
- Forciolo
- Frasseto
- Grosseto-Prugna
- Guargualé
- Guitera Bagni
- Moca-Croce
- Olivese
- Palneca
- Petreto-Bicchisano
- Pietrosella
- Pila-Canale
- Quasquara
- Sampolo
- Santa Maria-Sichè
- Serra di Ferro
- Sollacaro
- Tasso
- Urbalacone
- Zevaco
- Zicavo
- Zigliara